# Supermercados Bretas
Bretas é uma rede de supermercados e hipermercados brasileira que se originou em Santa Maria de Itabira no estado de Minas Gerais, que desde maio de 2025 mantém ativas apenas suas unidades no estado de Goiás.

## História

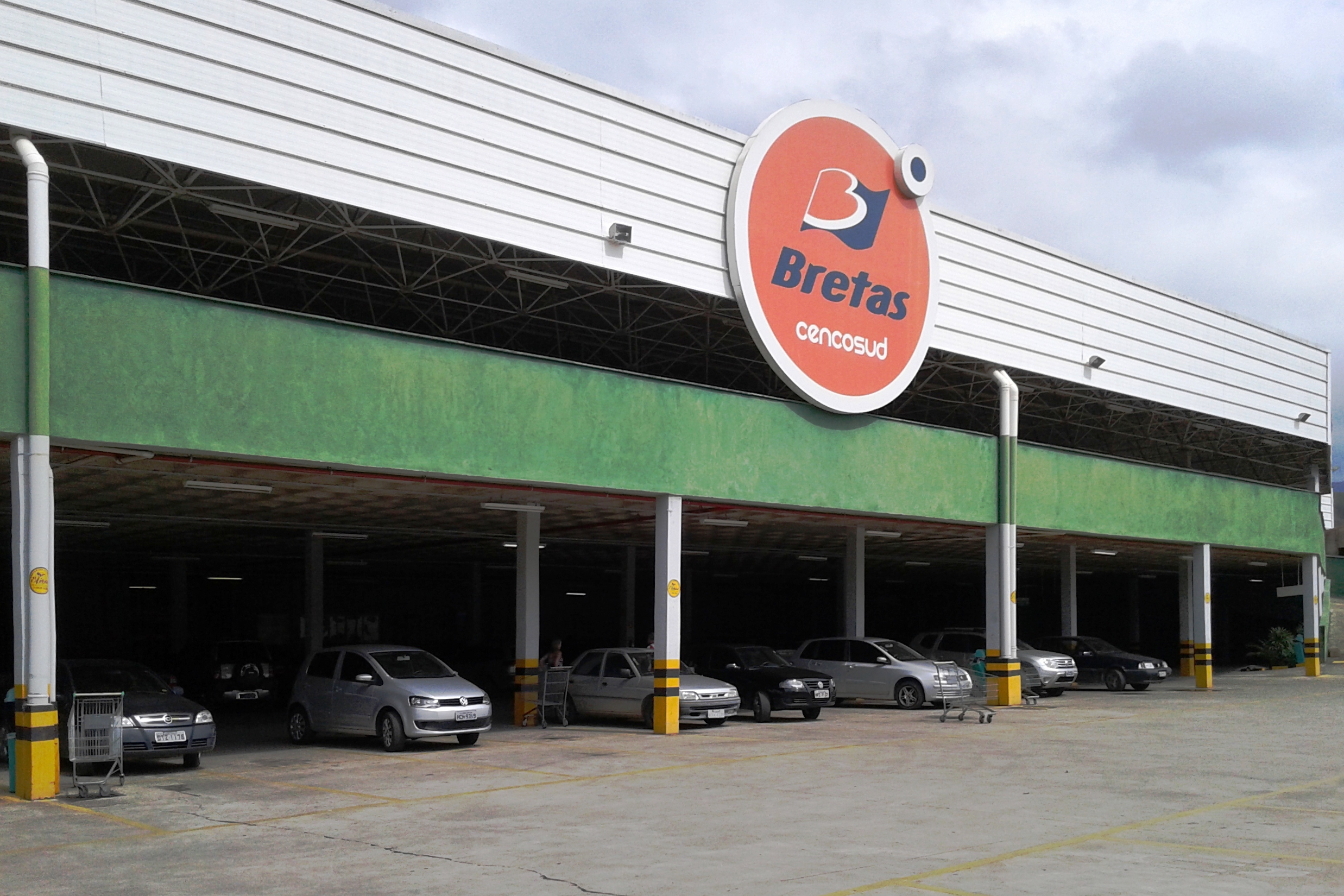
Antiga unidade do Bretas localizada na cidade mineira de Coronel Fabriciano.

Inicialmente, na década de 1950, as atividades da empresa se resumiam à comercialização de café no município de Santa Maria de Itabira, no interior de Minas Gerais. Sua ampliação pelo país iniciou-se na década de 1980, após a inauguração da filial na cidade de Timóteo.
Consolidou-se ao começo da década de 2010 como uma das principais redes supermercadistas do Brasil e uma das mais competitivas da América Latina (quando foi adquirida pela chilena Cencosud), fazendo-se presente em diversas e importantes cidades de Minas Gerais e Goiás, com um total de setenta e sete lojas e doze postos de combustíveis.

## Bretas Atacarejo
O Bretas Atacarejo é uma vertente Cash & Carry do Bretas, que tanto inaugurou novas unidades, como a reinauguração de outras unidades. Este modelo de atuação atende tanto o segmento atacadista, voltado para pequenos comerciantes, como para o público geral. Atualmente, o modelo oferece 36 filiais, dentro das cidades atendidas em Goiás.

## Cidades atendidas
Seguem-se, abaixo, as cidades que possuem unidades da rede Bretas.
- em Goiás: Anápolis, Águas Lindas de Goiás, Aparecida de Goiânia, Caldas Novas, Catalão, Formosa, Goiânia, Itumbiara, Jataí, Mineiros, Rio Verde e Senador Canedo.

## Venda para o Supermercados BH
Em fevereiro de 2025 o Supermercados BH adquiriu todas as unidades da rede Bretas em Minas Gerais por 716 milhões de reais A transação incluiu 62 lojas de supermercados, oito postos de combustíveis e um centro de distribuição, consolidando a liderança do Supermercados BH no estado e mantendo o quarto lugar no Brasil.

A Cencosud continuará a operar as lojas do Bretas em Goiás, onde mantém 26 unidades, incluindo estabelecimentos no formato de atacarejo.